# Morinda latibractea
Morinda latibractea är en måreväxtart som beskrevs av Theodoric Valeton. Morinda latibractea ingår i släktet Morinda och familjen måreväxter. Inga underarter finns listade i Catalogue of Life.